# Mabel Parton
Mabel Parton (22 juillet 1881  – 12 août 1962) est une joueuse de tennis du début du XXe siècle.
En 1912, elle a décroché la médaille de bronze aux Jeux olympiques de Stockholm (en salle).

## Parcours en Grand Chelem (partiel)
Si l’expression « Grand Chelem » désigne classiquement les quatre tournois les plus importants de l’histoire du tennis, elle n'est utilisée pour la première fois qu'en 1933, et n'acquiert la plénitude de son sens que peu à peu à partir des années 1950.

### En simple dames
| Année | Championnat d'Australasie Championnat d'Australie | Championnat d'Australasie Championnat d'Australie | Championnat de France Internationaux de France | Championnat de France Internationaux de France | Wimbledon       | Wimbledon       | US National | US National |
| ----- | ------------------------------------------------- | ------------------------------------------------- | ---------------------------------------------- | ---------------------------------------------- | --------------- | --------------- | ----------- | ----------- |
| 1923  | -                                                 | -                                                 | -                                              | -                                              | 2e tour (1/32)  | Leslie Bancroft | -           | -           |
| 1924  | -                                                 | -                                                 | -                                              | -                                              | 2e tour (1/16)  | Elizabeth Ryan  | -           | -           |
| 1925  | -                                                 | -                                                 | -                                              | -                                              | 2e tour (1/16)  | Agnes Tuckey    | -           | -           |
| 1926  | -                                                 | -                                                 | -                                              | -                                              | 1er tour (1/32) | M. Zinderstein  | -           | -           |
| 1927  | -                                                 | -                                                 | -                                              | -                                              | 4e tour (1/8)   | Lilí Álvarez    | -           | -           |
| 1928  | -                                                 | -                                                 | -                                              | -                                              | 1er tour (1/64) | Phyllis Howkins | -           | -           |

À droite du résultat, l’ultime adversaire.

### En double dames
| Année | Championnat d'Australie | Championnat d'Australie | Internationaux de France | Internationaux de France | Wimbledon                   | Wimbledon                | US National | US National |
| 1928  | -                       | -                       | -                        | -                        | 2e tour (1/16) D. Alexander | Dorothy Shaw Ruth Watson | -           | -           |

Sous le résultat, la partenaire ; à droite, l’ultime équipe adverse.

## Parcours aux Jeux olympiques

### En simple dames
| # | Date       | Nom de l'olympiade               | Surface        | Résultat | Ultime adversaire | Score    |          |
| - | ---------- | -------------------------------- | -------------- | -------- | ----------------- | -------- | -------- |
| 1 | 05/05/1912 | Jeux olympiques d'été, Stockholm | Parquet (int.) | Bronze   | Sigrid Fick       | 6-3, 6-3 | Parcours |

### En double mixte
| # | Date       | Nom de l'olympiade              | Surface        | Résultat      | Partenaire            | Ultimes adversaires        | Score         |          |
| - | ---------- | ------------------------------- | -------------- | ------------- | --------------------- | -------------------------- | ------------- | -------- |
| 1 | 05/05/1912 | Jeux olympiques d'été Stockholm | Parquet (int.) | 1/4 de finale | Theodore Mavrogordato | Charles Dixon Edith Hannam | 2-6, 6-4, 6-3 | Parcours |